# 티나 홈스
티나 홈스(Tina Holmes, 1973년 ~ )는 미국의 배우이다.

## 출연 작품

### 영화
- 17세의 혼돈 (1998)
- 프린스 오브 센트럴 파크 (2000, Prince of Central Park)
- 스토리텔링 (2001, Storytelling)
- 킨 (2004, Keane)
- 프리티 퍼스웨이전 (2005)
- 하프 넬슨 (2006)
- 셀터 (2007)
- 죽여주는 장례식 (2009, A Good Funeral)

### 텔레비전
- 테이큰 (2002)
- 인베이전 (2006)
- Vanished (2006)
- 프리즌 브레이크 (2007)
- 퍼슨스 언노운 (2010)